# 中華人民共和國第十一屆全運會帆板比賽
中華人民共和國第十一屆全運會的帆板比賽在2009年10月17日至10月25日於日照世帆赛基地進行，共設3個小項，賽事的最後一天會決出3面金牌。參與本屆全運會的運動員必須通過預賽取得參賽資格。

## 預賽
本屆全運會的帆板預賽在2009年5月7日至5月13日於山東日照市舉行，每個小項中首30位的運動員可取得十一運會的參賽資格。

## 獎牌分佈

### 男子
| 項目  | 金牌 | 金牌 | 银牌 | 银牌 | 铜牌 | 铜牌 |
| RSX級 |      |      |      |      |      |      |

### 女子
| 項目     | 金牌 | 金牌 | 银牌 | 银牌 | 铜牌 | 铜牌 |
| RSX級    |      |      |      |      |      |      |
| 米氏板級 |      |      |      |      |      |      |